# Tomiczki
Tomiczki – wieś w Polsce położona w województwie wielkopolskim, w powiecie poznańskim, w gminie Stęszew, przy drodze wojewódzkiej nr 306.
W latach 1975–1998 miejscowość administracyjnie należała do województwa poznańskiego. W 2011 Tomiczki liczyły 120 mieszkańców.